# Stifterscheibe Lorenz Tucher

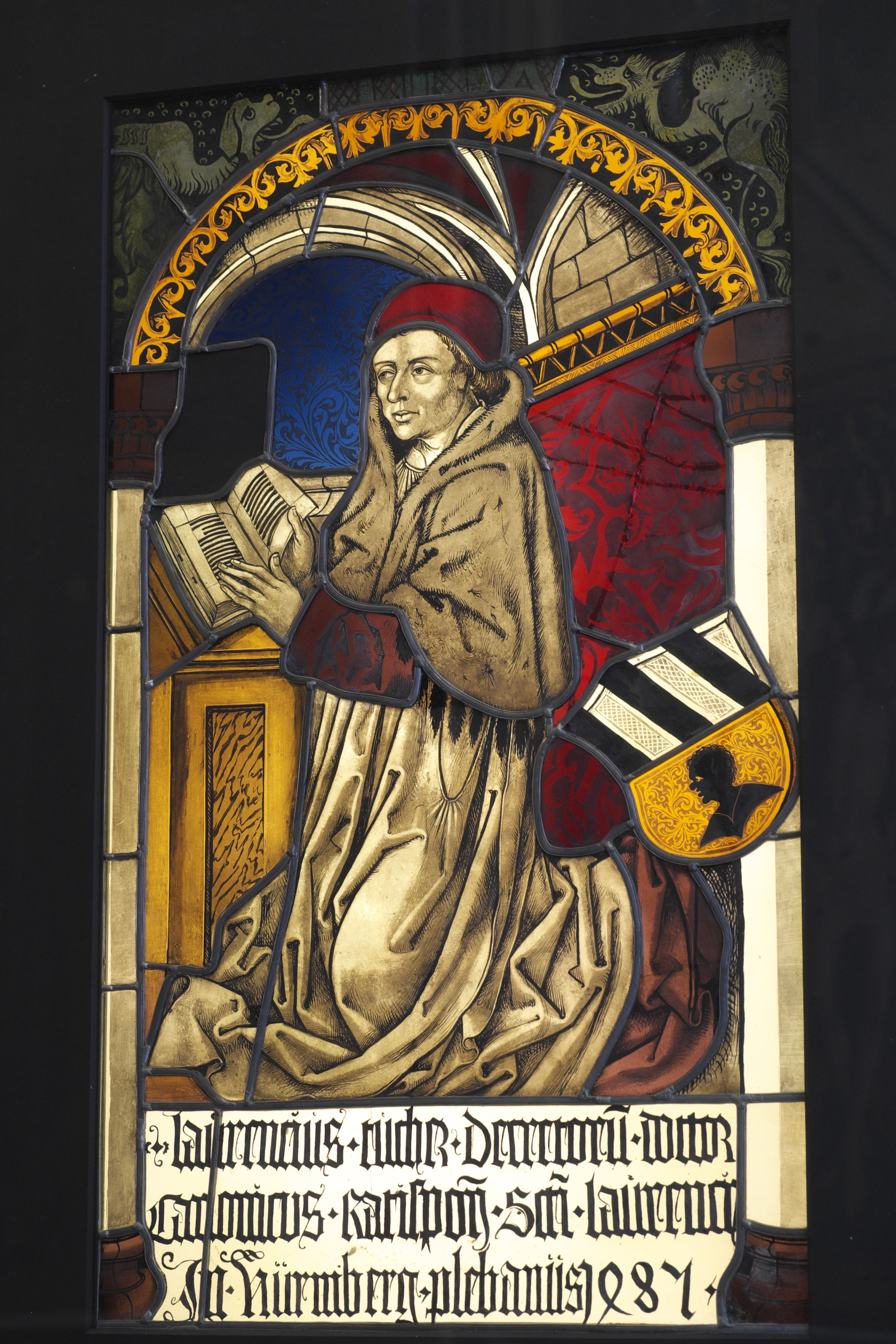
Stifterscheibe Lorenz Tucher im Germanischen Nationalmuseum in Nürnberg

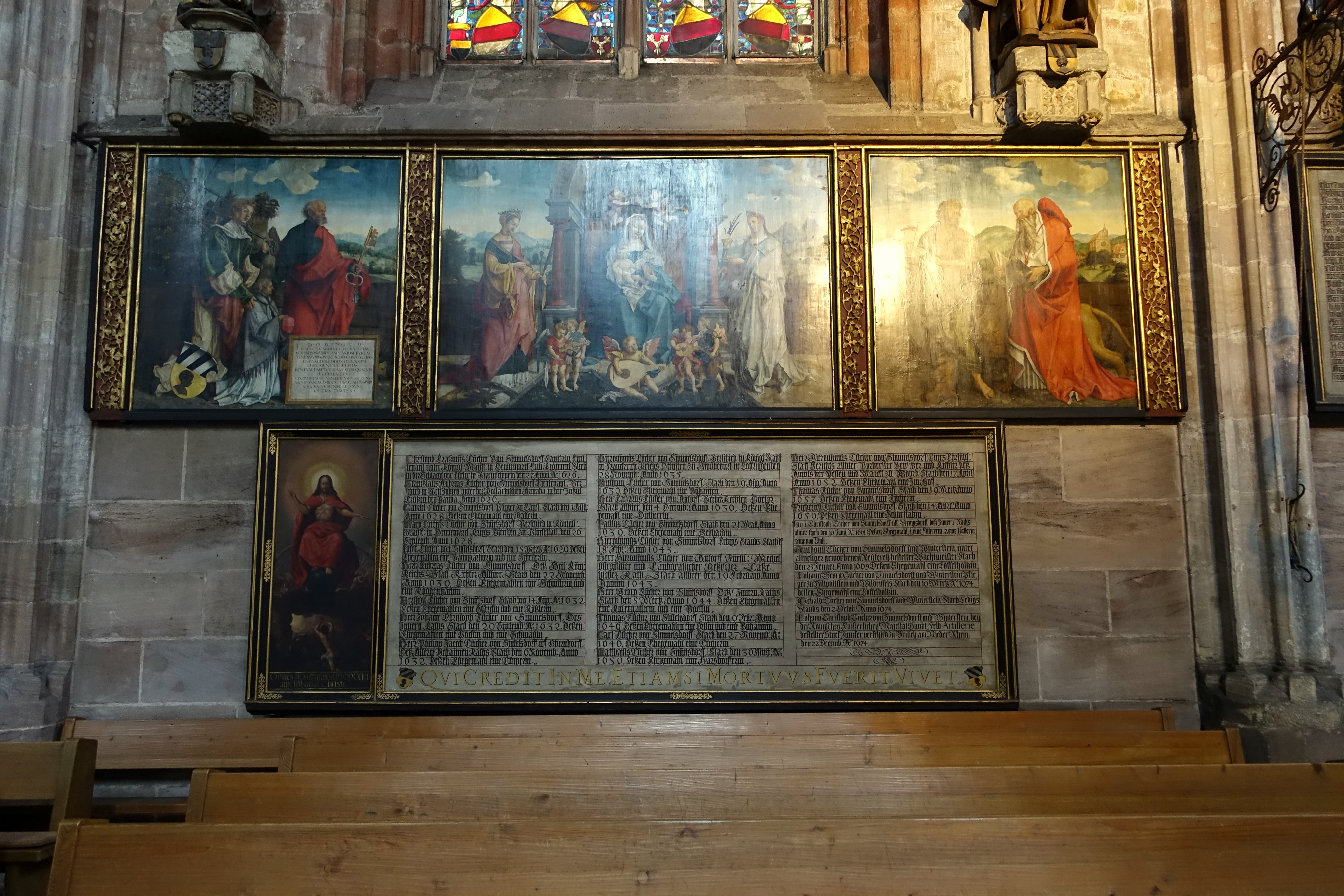
Epitaph für Lorenz Tucher in der Kirche St. Sebald in Nürnberg

Die Stifterscheibe Lorenz Tucher, die im Germanischen Nationalmuseum (Inventarnummer MM811) in Nürnberg ausgestellt ist, wurde 1484 geschaffen. Das Glasgemälde stammt vermutlich aus der Werkstatt von Michael Wolgemut (1434–1519).
Die 81 cm hohe und 48 cm breite Scheibe ist 1764 im Chor der Kirche St. Michael in Fürth nachgewiesen. Die Scheibenmaße passen dort genau zu den Fenstermaßen der zweibahnigen Chorfenster.
Die Inschriftentafel am Fuß der Scheibe nennt in gotischer Minuskel den Fensterstifter Lorenz Tucher (* 1447; † 25. März 1503) aus der Familie Tucher von Simmelsdorf: „Laurencius tucher Decretoru (m) doctor / Canonicus Ratispon(ensis) S(an)cti Laurencii / In Nüremberg plebanus 1485“.
Hartmut Scholz (S. 165): „Das Stifterbild zeigt den Propst von St. Lorenz in Nürnberg und Oberpfarrer in Fürth, Dr. Lorenz Tucher, kniend am Betpult, vor sich ein aufgeschlagenes Stundenbuch. Der Geistliche trägt eine violette Soutane, ein weites weißes Chorhemd und darüber die Pelzalmutie, die ihn als Propst und Kanoniker charakterisiert. Das rote Birett weist einerseits auf seinen akademischen Grad, aber auch auf seine Funktion als Chorherr und Amtsträger hin.“